# Gelis problematicus
Gelis problematicus är en stekelart som först beskrevs av André Seyrig 1952.  Gelis problematicus ingår i släktet Gelis och familjen brokparasitsteklar. Inga underarter finns listade i Catalogue of Life.